# Christiane Conrad
Christiane Conrad (* 1949 in Gießen) ist eine deutsche Malerin, die sich mit monochromer Malerei befasst.

## Leben
Christiane Conrad wurde 1949 in Gießen geboren. Von 1984 bis 1990 absolvierte sie ein Studium der Malerei an der Hochschule der Künste in Berlin. Im Jahr 1990 wurde sie als Meisterschülerin von Walter Stöhrer anerkannt. Christiane Conrad ist Mitglied im Deutschen Künstlerbund und lebt und arbeitet in Berlin.

## Künstlerisches Werk

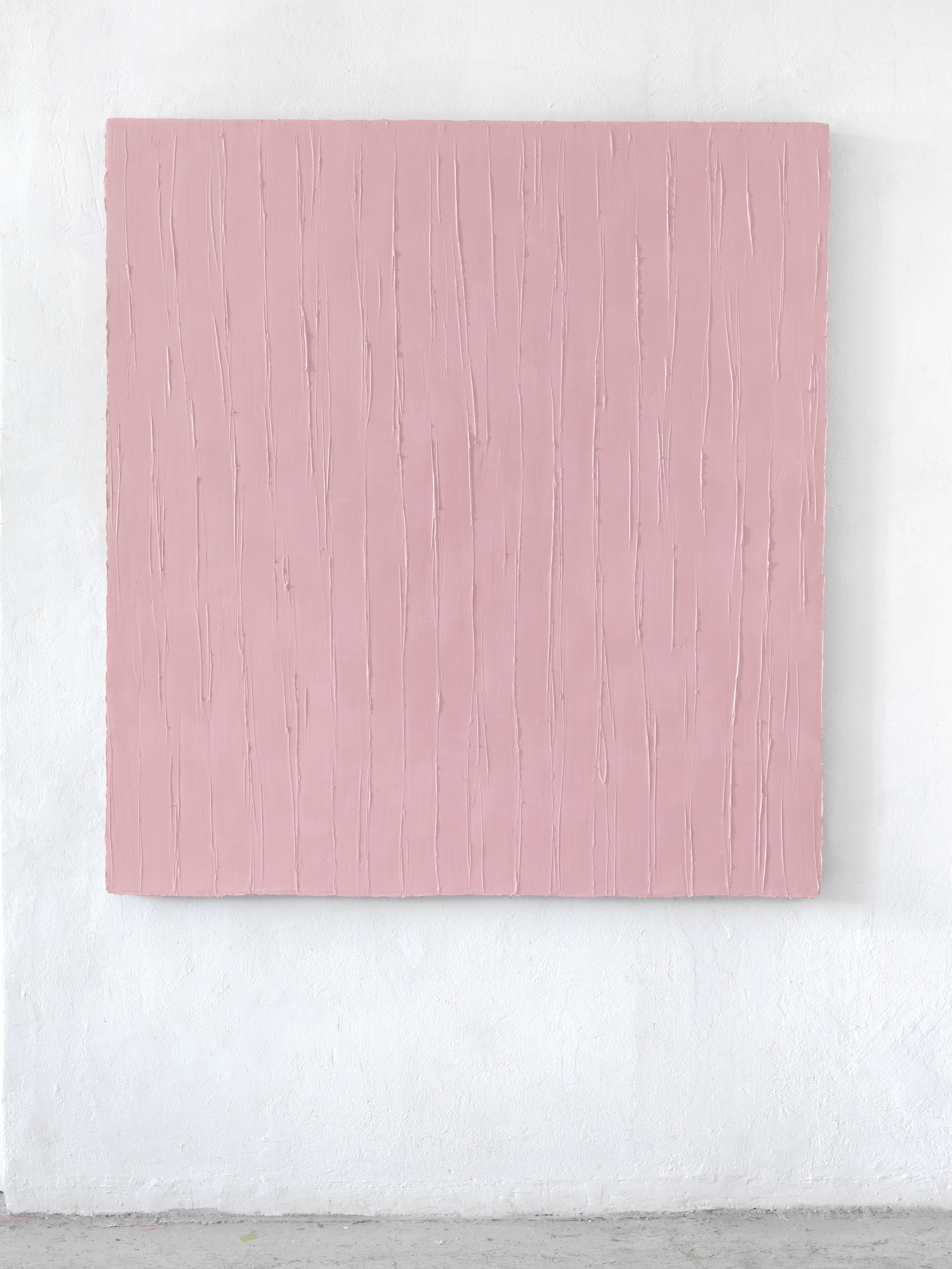
Ins Freie - Pink, 2013, Öl auf Leinwand, 150 × 140 cm

1992 entschied sie sich für die monochrome Malweise, da sie sich ganz auf das Thema der Farbe und ihrer Wirkung konzentrieren wollte. Sie arbeitet mit Ölfarben, die sie aus mehreren Farbtönen mischt, und mit einem Spachtel anstelle eines Pinsels auf die Leinwand aufträgt.
Die Farbe ist in ihrer Struktur pastos angelegt und wird von ihr in vertikalen Farbbahnen auf der Leinwand aufgetragen, zum Teil reicht der Spachtelstrich über die Oberfläche hinaus.
Mit jeder Lage trägt sie eine neue Variante des gewählten Farbtons auf – bis zu zehn Lagen in einem einzigen Werk. Sowohl durch die verschiedenen Farbbahnen als auch durch die unterschiedlichen Nuancen des Farbtons entsteht eine Art flaches Relief auf der Leinwand: Da diese materiellen Kanten ein Relief bilden, werden sie abhängig vom Lichteinfall und vom Blickpunkt unterschiedlich gesehen: die Reliefkante kann als solche wahrgenommen werden, als Grat, genauso aber kann dieser Grat dadurch, dass er, bei schrägem Lichteinfall, stark erhellt oder verdunkelt ist, durch Licht oder Schatten so stark gezeichnet sein, dass wir eine Licht- oder eine Schattenlinie wahrnehmen. Das ermöglicht ein negativ-positives Umschlagen: die Lichtzeichnung kann in eine Schattenzeichnung umschlagen, oder, noch radikaler, die Erhebung kann als Vertiefung sichtbar werden: dann erscheinen die Grate als Risse oder Brüche in der Farbfläche.
So strahlt einerseits das einzelne Werk – beim Blick auf die Gesamtfläche – durch die Beschränkung auf eine Farbe sehr viel Ruhe aus. Andererseits werden – im Detailblick auf die Oberfläche des jeweiligen Bildes – Schwingungen sichtbar, die mit dem Phänomen der Wahrnehmung spielen und sich beim Betrachten aus unterschiedlichen Winkeln, oder unterschiedlichen Licht- und Raumverhältnissen ständig verändern und damit der vermeintlichen Ruhe kreativ widersprechen.

## Die Museumsprojekte

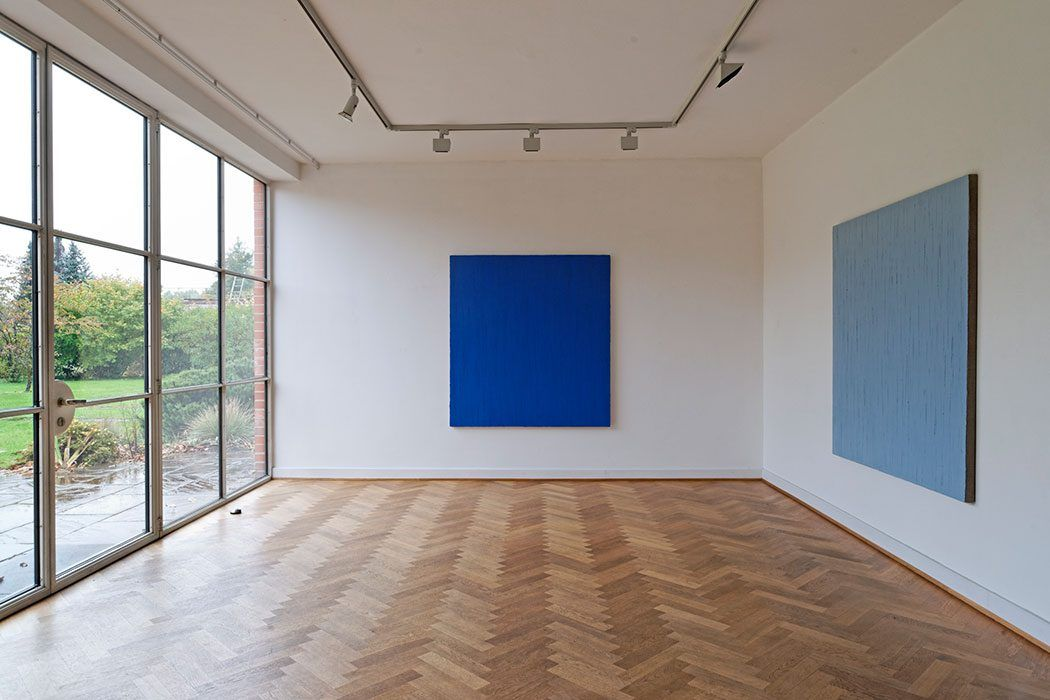
Ausstellung Mo-No-Chrom, Mies van der Rohe Haus, Berlin 2010,
Raumansicht: Das Blaue, Hellblaugrau, 2010, je 150 × 140 cm, Öl auf Leinwand

- 2007: Christiane Conrad - Spezifische Werke: Raum 1.14, Staatliches Museum Schwerin, Schwerin, Deutschland

Die Reihe Spezifische Werke ist eine wiederkehrende Aktion des Museums, zu der auch schon andere Künstler wie Ben Vautier, Werner Reiterer Ute Heuer und A K Dolven Beiträge angefertigt haben. Conrad schuf insgesamt 18 Klein- und 2 Großformate als Reflexion auf die bereits dort ausgestellten großformatigen Werke des Malers Icke Winzer und den Skulpturen der Bildhauerin Rachel Whiteread. Dazu studierte sie ausführlich die Arbeiten der beiden Künstler. Ihre Entscheidung, ihre Werke in unterschiedlichen Blaugrautönen zu gestalten, ist eine Reflexion der Farbtöne in den Werken von Icke Winzer und Rachel Whiteread und der Architektur des Raumes 1.14. Durch ihre Konzentration auf eine einzige Farbe mit unterschiedlichen Nuancen wirken die Werke wie eine Art Betonung der verwendeten Farben der beiden Künstler und bilden eine Art musikalischer Wiederholung und Paraphrasierung des Gesehenen. Die Serie für den Raum 1.14 ist in ihrer Präsenz Dialog und eigenständige Werkgruppe zugleich.
- 2010: Christiane Conrad: Mo-No-Chrom, Mies van der Rohe Haus, Berlin, Deutschland

Für das Mies von der Rohe Haus in Berlin konzipierte sie eine 7-teilige Reihe in den Farben der Lichtreflexe vom Garten, die sich auf den Wänden spiegeln. Die erste Arbeit im Farbton Blau ist ein Verweis auf die idyllische Umgebung des an einem See gelegenen Museums. Christiane Conrad: Ich habe nach Farben gesucht, die die Transparenz des Hauses aufgreifen. Nach meiner Beobachtung gibt es hier keine wirkliche Grenze zwischen Innenraum und Garten. Mich interessiert, was dadurch farblich im Innenraum passiert. Bei genauem Hinsehen, werden ganz lichte Farbnuancen auf den weißen Wänden der Innenräume sichtbar. Das Grün des kleinen Walnussbaumes auf der Terrasse und der Garten scheinen kaum sichtbare pastellfarbige Reflexe auf den Wänden zu erzeugen. Für mich trägt dies zur Atmosphäre des Hauses bei.

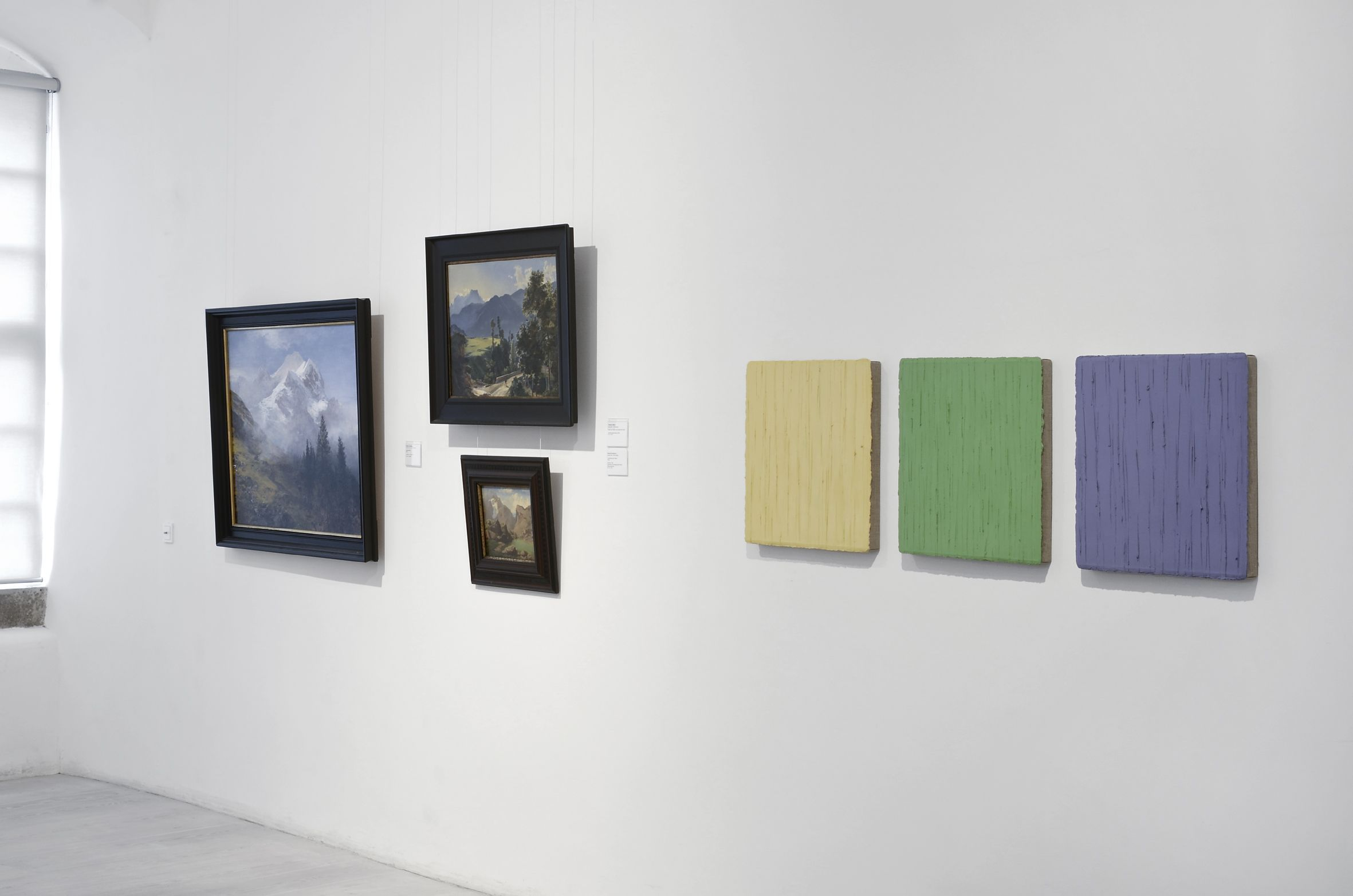
Ausstellung Widerschein Angermuseum Erfurt, 2015, Raumansicht. Farbfeldmalerei zu Das Tal von Cadore in den italienischen Alpen von Friedrich Nerly um 1836 (Gemälde Mitte oben). Ganz links: Edward Theodore Compton, Der Großglockner mit Pasterze, Mitte unten: Anselm Feuerbach, In den Alpen des Trentino

- 2015: Widerschein – Die Farbfeldmalerin Christiane Conrad begegnet der Landschaftskunst des Angermuseums, Angermuseum, Erfurt, Deutschland

In der Gemäldegalerie des Angermuseums in Erfurt finden sich vorwiegend Werke von Landschaftsmalern wie Friedrich Nerly, Erich Heckel, Carl Hummel, Carl Schuch und Paul Baum. Conrad griff in ihren speziell für die Ausstellung erstellten Werken auf die zentrale Farbe dieser einzelner Werke zurück und übersetzte diese in ihre monochrome Malerei. Der Direktor des Museums, Kai Uwe Schierz, erläutert die Wechselwirkung der beiden so unterschiedlichen Ebenen von Kunst auf den Betrachter: Man stelle sich vor die monochromen Feldmalereien, sauge die Farbe auf, gewöhne sich an ihren Anblick. Dann trete man zwei Schritte zur Seite und schaue auf das Hummel-Bild: Und? 'Man sieht den Himmel anders', findet der Direktor; den Himmel von Hummel. Die grünen Bestandteile auf der linken, die blauen auf der rechten Seite treten in ein Wechselspiel mit Conrads Leinwänden.

## Werke in öffentlichen Sammlungen
- Karl Ernst Osthaus-Museum,[6] Hagen
- Staatliches Museum,[7] Schwerin
- Kunstcollectie ministerie van Buitenlandse Zaken (Außenministerium), Den Haag
- Regierungspräsidium Karlsruhe
- Museum Pfalzgalerie, Kaiserslautern
- Antal-Lusztig Collection,[8] Debreczen, Ungarn
- Sammlung Siegfried Grauwinkel,[9] Berlin

## Einzelausstellungen (Auswahl)
- 2000: Christiane Conrad: Malerei,[10] Kunstraum Galerie im Turm, Berlin, Deutschland
- 2002: Werkauftrag des Karl Ernst Osthaus-Museum, Hagen, Deutschland
- 2007: Christiane Conrad – Malerei, Galerie Jochen Höltje, Tübingen, Deutschland
- 2007: Christiane Conrad – Spezifische Werke: Raum 1.14,[11] Staatliches Museum Schwerin, Schwerin, Deutschland
- 2008: Christiane Conrad – Malerei, Galerie Feurstein, Raum aktueller Kunst, Feldkirch, Österreich
- 2009: Christiane Conrad – Schilderijen,[12][13] Galerie Hein Elferink, Staphorst, Niederlande
- 2009: Christiane Conrad, Galerie nihil nisi, Berlin, Deutschland
- 2009: Farbräume, Schloss Rotenfels, Gaggenau, Deutschland
- 2010: Christiane Conrad: Mo-No-Chrom,[14][15] Mies van der Rohe Haus, Berlin, Deutschland
- 2011: Christiane Conrad: Zeichnung und Malerei,[16] Galerie Peter Dittmar, Berlin, Deutschland
- 2013: Christiane Conrad: Neue Arbeiten,[17] Galerie Klaus Braun, Stuttgart, Deutschland
- 2015: Widerschein – Die Farbfeldmalerin Christiane Conrad begegnet der Landschaftskunst des Angermuseums,[18][19] Erfurt, Deutschland
- 2017: Nur die Farbe zählt,[20] Galerie Klaus Braun, Stuttgart, Deutschland

## Ausstellungsbeteiligungen (Auswahl)
- 2000: Accrochage,[21] Mies van der Rohe-Haus, Berlin, Deutschland
- 2002: Colour – A Life of its Own. Ungarische und internationale monochrome Malerei,[22] Kunsthalle Budapest, Budapest, Ungarn
- 2003: Seeing Red–Contemporary Nonobjective Painting,[23] Werke aus der Sammlung des Karl Ernst Osthaus-Museum, Hagen, Hunter College Gallery, New York, USA
- 2004: Die Farbe hat mich II–Neuerwerbungen des Karl Ernst Osthaus-Museum, Hagen,[24]
- 2005: Christiane Conrad, Malerei – Thomas Brummett, Fotografie,[25][26] Museum Pfalzgalerie, Kaiserslautern, Deutschland
- 2005: Christiane Conrad, A. Paola Neumann, Frank Piasta,[27] Verein für Aktuelle Kunst/Ruhrgebiet e. V., Oberhausen, Deutschland
- 2007: Christiane Conrad und Matthias Lutzeyer,[28] Galerie Klaus Braun, Stuttgart, Deutschland
- 2009: Magie der Farbe – Pastose Malerei, Farbmaterie, Farbräume,[29] Kunsthalle Dominikanerkirche, Osnabrück, Deutschland
- 2009: Farbe konkret,[30] Kunstverein Tiergarten, Berlin
- 2010: Drei Positionen aktueller Farbmalerei, Kunstquartier Bethanien, Berlin, Deutschland
- 2011: Colour and Paint,[31] Kunstverein Kunsthaus Potsdam, Potsdam, Deutschland
- 2013: 30 Jahre Sammlung Grauwinkel, Vasarely-Museum, Budapest, Ungarn
- 2013: Christiane Conrad, Edda Jachens, Jens Trimpin,[32] Galerie Veronica Kautsch, Michelstadt, Deutschland
- 2013: Ausstellung der Nominierten für den Perron-Kunstpreis 2013 der Stadt,[33] Frankenthal, Deutschland
- 2014: Christiane Conrad – Eckhart Steinhauser,[34] Galerie Julia Philippi, Heidelberg, Deutschland
- 2015: Dick aufgetragen: Christiane Conrad und Matthias Lutzeyer,[35] Galerie Veronica Kautsch, Michelstadt, Deutschland
- 2015: Arbeiten auf Papier,[36] Galerie Klaus Braun, Stuttgart, Deutschland
- 2016: Christiane Conrad en Alexandra Roozen, Galerie Hein Elferink, Staphorst, Niederlande
- 2016: Monochrom,[37] Sebastian Fath Contemporary, Mannheim, Deutschland
- 2017: Von der Ungleichheit des Ähnlichen in der Kunst,[38] Galerie Appel, Frankfurt, Deutschland
- 2017: Kein Thema,[39] Kunstverein Kunsthaus Potsdam, Potsdam, Deutschland
- 2017: Ausstellung der Nominierten zum Kahnweilerpreisträger 2017,[40] Rockenhausen, Deutschland